# Вен Те Чоу
Вен Те Чоу (周文德), (7 жовтня 1919, Ханчжоу, Китай, – 30 липня 1981), — відомий у світі гідролог та інженер, визнаний за внесок у розвиток гідрології та управління водними ресурсами.
Вен Те Чоу був професором Іллінойського університету в Урбана-Шампейн. Він отримав диплом бакалавра цивільної інженерії в Національному університеті Чао Тюнь (國立交通大學) в Тайвані 1940 року, диплом магістра — в Університеті штату Пенсильванія (США) 1948 року, та ступінь Ph.D. з гідравлічної інженерії Іллінойського університету в 1950 році.
Професор Чоу Вен Те був засновником і першим президентом Міжнародної асоціації водних ресурсів (International Water Resources Association, IWRA). Останні 37 років асоціація активно сприяє сталому управлінню водними ресурсами по всьому світі й стала однією з найвпливовіших організацій в галузі води. На честь Вен Те Чоу асоціація запровадила престижну відзнаку його імені — IWRA Ven Te Chow Memorial Award. Людина, яка отримує відзнаку, читає лекцію під час Всесвітнього Водного Конгресу, що відбувається раз на три роки.
Основний внесок професора Чоу Вен Те полягає у системному аналізі водних ресурсів, дослідженнях стохастичної гідрології, водозабірної динаміки води та міського дренажу і тощо. Також він займався питаннями річкової гідравліки, структури ґрунтових вод. За підтримки Національного наукового фонду США, він створив водозбірну гідрологічну лабораторію моделювання, що мала за мету виявляти зміни у розподілі опадів, а також штучний злив для вивчення децентралізованої гідродинамічної моделі. Серед інших його наукових інтересів — створення та вивчення роботи дискретної диференціальної моделі динамічного програмування для оптимізації системи водопостачання зручним і практичним методом。
Професор Чоу Вен Те є автором і редактором багатьох книг популярних підручників з гідрології. Загалом у сфері гідрології та водних ресурсів йому належить 218 наукових робіт。